# Лопов и уседелица
„Лопов и уседелица” је југословенски ТВ музички филм из 1967. године. Режирао га је Данијел Марушић а сценарио је написао Ђан Карло Меноти

## Улоге
| Глумац             | Улога      |
| ------------------ | ---------- |
| Ђурђевка Чакаревић | Мецосопран |
| Драгослава Николић | Сопран     |
| Олга Ђокић         | Сопран     |
| Никола Митић       | Баритон    |